# Область Овда

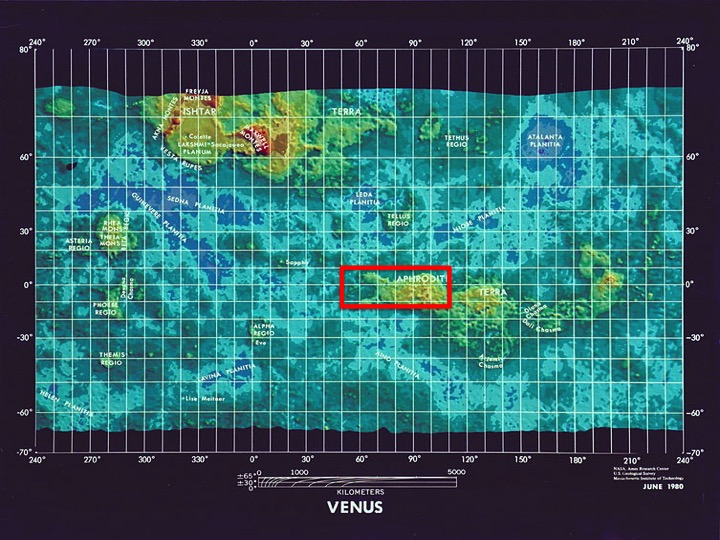
Червоний трикутник показує приблизне розташування території Область Овда у західній частині Землі Афродіти, Венера.

Область Овда (лат. Ovda Regio) — це плато венеріанської кори, розташоване поблизу екватора в західній високогірній частині Землі Афродіти, яке простягається від 10 ° пн. ш. до 15 ° пд. ш. та від 50 ° сх.д. до 110 ° сх.д. Відоме як найбільше плато кори Венери, територія якого займає площу приблизно 15 000 000 км², тобто 3.25% площі планети. Область названа на честь лісових духів марійців, які могли бути як жіночого, так і чоловічого роду.

## Структурна геологія

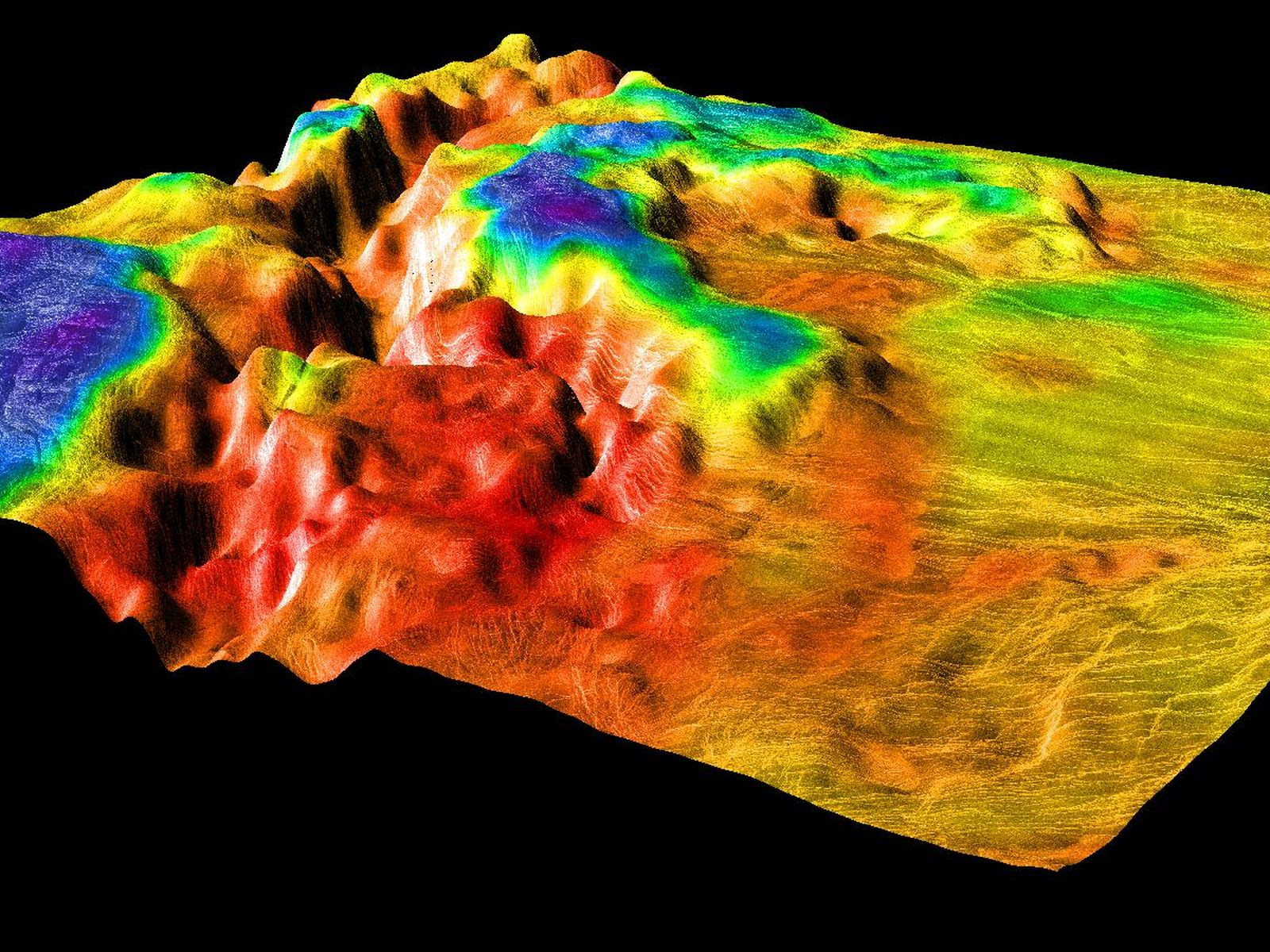
Трьохвимірне зображення межі між низинними рівнинами (справа) та плато області Овда (зліва).

Були проведені значні дослідження для опису структурної геології області Овда. РСА зображення отримані з космічного апарата Магеллан були використані для визнання просторового розміщення структурних особливостей регіону. 

### Західна Овда
Складки поверхні та чітке нашарування різного хімічного складу характеризують західну частину області Овда. Шари можуть бути диференційовані на основі їх тону та текстури на РСА зображеннях. Складки в цій частині регіону, є концентричними, і мають спільну вісь у напрямку "схід—захід". Ще однією особливістю заоду області Овда, є "стрічкові" структури (англ. ribbons structures). Їх можна охарактеризувати як стрімкі утвори з довгими западинами (ширина 1–3 км) невеликої глибини (менше 500  м). На відміну від складок, стрічкові структури розміщені хаотично.

### Центральна Овда
Центральна Овда відрізняється хребтами, що мають орієнтацію "схід—захід", подібно до західної Овди. Ці хребти поширені на північному краю регіону і часто мають спільну вісь із складчастими структурами. На південному краї регіону спостерігаються складні структури, що включають складки та різні типи розломів.

### Східна Овда
Східна Овда здебільшого визначається широкими складками та стрічковими структурами. Складки мають амплітуду до 25 км і довжину до кількох сотень кілометрів. Стрічкові структури зазвичай мають радіальний малюнок. Деякі стрічкові структури у цій частині Овди складно інтерпретувати через обмежену роздільну здатність зображень РСА. Тут також присутня значна кількість грабенів, хоча вони досить маловиразні.

## Кінематична еволюція

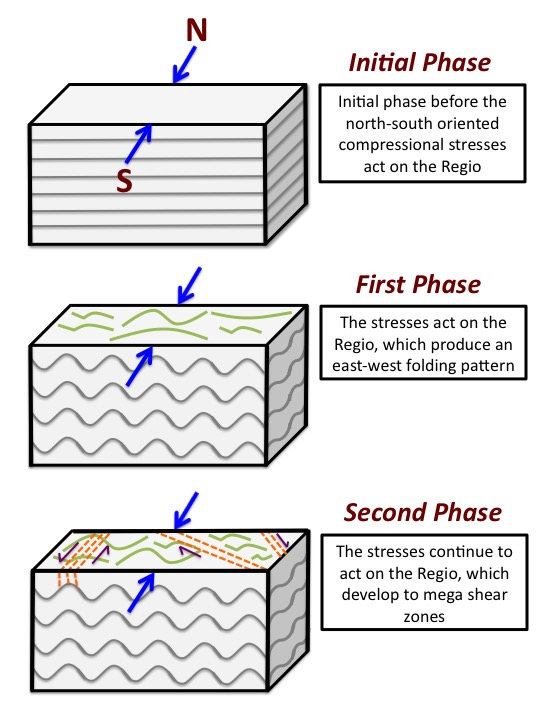
Кінематична еволюція регіону Овда. Адаптовано з.

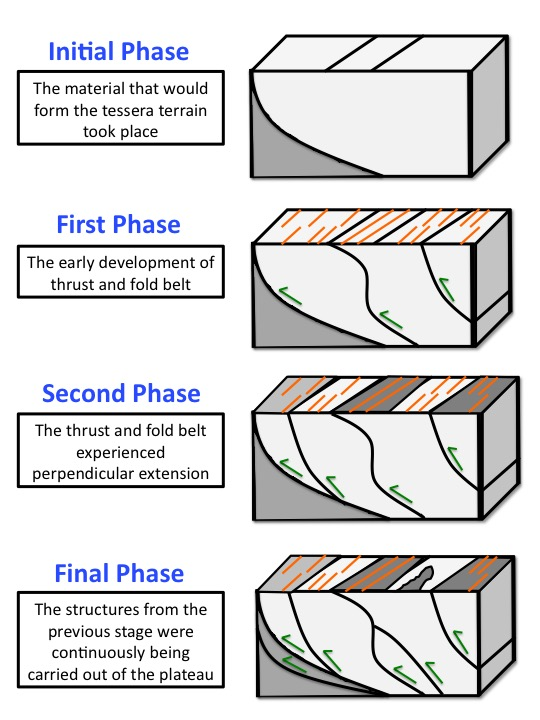
Кінематична еволюція країв регіону Овда. Адаптовано з.

Існує кілька ідей стосовно тектонічної еволюції області Овда:

### Кінематична еволюція регіону
Першопочатково, область Овда перебувала у стабільному стані. Потім, область зазнала впливу сил стиснення у напрямку "північ—південь", що призвело до формування складок у напрямку  "схід—захід". Так була сформована основна структура регіону. Далі, сили стиснення інтенсифікувалися і сформували значну зону зрушення гірських порід.

### Кінематична еволюція країв регіону
Першопочатково, відбулося накопичення матеріалу, з якого пізніше сформується тессера, на краях області. Далі, насуви та зони складчатості сформувалися паралельно до країв області. Пізніше, ці утвори зазнали розтягнення у перпендикулярному до них напрямку. Формування країв завершилося під постійною дією сил розтягнення, що продовжували деформувати місцевість та впливали на вулканічні структури.

## Динамічний розвиток
Існує кілька дебатованих моделей, що пояснюють формування плато на Венері, і області Овда зокрема:

### Модель опускання магми
Модель опускання магми стверджує, що опускання магми сприяло потовщенню кори і формуванню плато. Однак ця моделі потребує 1-4 мільярди років для нарощення достатньої товщі кори (що, можливо, не відповідає реальності). Також, ця модель не пропонує пояснення щодо формування структур, утворених під дією сил стиснення; і не узгоджується з часовими рамками запропонованими для структур сформованих під дією сил розтягнення.

### Модель підняття магми
Ця модель описує підняття мантійного потоку, який забезпечує потовщення кори (дивись: magmatic underplating).

### Ударна модель
Згідно з ударною моделлю, падіння метеорита могло б спричинити появу лавових озер, що вплинуло б на ізостатични рівновагу і спровокувало б підняття кори. Однак, вчені не впевнені, що удар метеориту може розплавити таку частину літосфери планети, якої було б досить для впливу на ізостатични рівновагу.